# Genianthus ellipticus
Genianthus ellipticus là một loài thực vật có hoa trong họ La bố ma. Loài này được (Blume) Bakh.f. mô tả khoa học đầu tiên năm 1949.